# Hadena pennitarsis
Hadena pennitarsis är en fjärilsart som beskrevs av Walker 1858. Hadena pennitarsis ingår i släktet Hadena och familjen nattflyn. Inga underarter finns listade i Catalogue of Life.